# Пьесы-фантазии для фортепиано
Пьесы-фантазии для фортепиано ор. 3 (фр. Morceaux de fantaisie) — раннее сочинение Сергея Рахманинова, созданное и изданное в 1892 году. Датировано автором «Осень 1892». Цикл состоит из пяти пьес общей продолжительностью около 21 мин. Цикл впервые исполнен автором 20 сентября 1892 года, опубликован издательством «А. Гутхейль» в 1892 году с посвящением Антону Аренскому, учителю Рахманинова по композиции. Автограф цикла хранится в фондах Российского национального музея музыки (ф. 18, № 180—184). Рахманинов не оставил никаких указаний по динамике исполнения пьес, все пометки были сделаны редактором. 
Последовательность пьес построена на чередовании разных типов тематизма: пьесы № 1 («Элегия»), № 3 («Мелодия»), № 5 («Серенада») насыщены мелодиями обширного диапазона, «чётные» пьесы — № 2 («Прелюдия») и № 4 («Полишинель») состоят из ярких, сильно интонированных микротем из 2-3 звуков.
Пьесы цикла считаются одними из самых исполняемых произведений Рахманинова в студенческой среде, при этом отмечается, что ценность их не только в развитии техники правой руки пианиста, но и в образцовом представлении композиторского мышления с богатой мелодикой и выраженной фортепианной идиоматикой.

## Состав
1. Элегия ми-бемоль минор
2. Прелюдия до-диез минор
3. Мелодия ми мажор
4. Полишинель фа-диез минор
5. Серенада си-бемоль минор